# Albert Jeannin
Albert Jeannin est un architecte belge, qui fut actif à Bruxelles au début du XXe siècle.
De nombreux exemples de son œuvre sont répertoriés dans l'Inventaire du patrimoine bruxellois , mais sa biographie reste à écrire, il n’en fut pas moins un acteur important de la période Art nouveau.

## Ses créations
- 1899, Bruxelles, rue Royale 184  maison de style éclectique[1].
- 1899, rue Stéphanie, maison pour Monsieur Küper, avec ornements en sgraffitos (vigne, houblon) par Gabriel Van Dievoet.
- 1900, place communale, 44, à Uccle maison pour Monsieur Forir, avec ornements de sgraffitos (blés et nielles) par Gabriel Van Dievoet.
- 1900, place communale, 45, à Uccle ; maison pour Monsieur Forir, avec ornements de sgraffitos (marguerite) par Gabriel Van Dievoet.
- 1900, place communale, 46, à Uccle , maison pour Monsieur Forir, avec ornement de sgraffitos (pavot) par Gabriel Van Dievoet.
- 1901, rue de Tenbosch[2] maison personnelle pour l'architecte Albert Jeannin[3], avec ornement en sgraffitos par Gabriel Van Dievoet d'après les dessins de l'architecte.
- 1902, avenue Brugmann, avec ornements de sgraffitos (chardons) par Gabriel Van Dievoet.
- 1904, Ixelles, rue du Magistrat[4] allant du numéro 31 au no 45, deux maisons semblables de style Art nouveau,avec inscription de signature et date : « A.[lbert] Jeannin. Arcte. 1904. ».